# パリの憂鬱

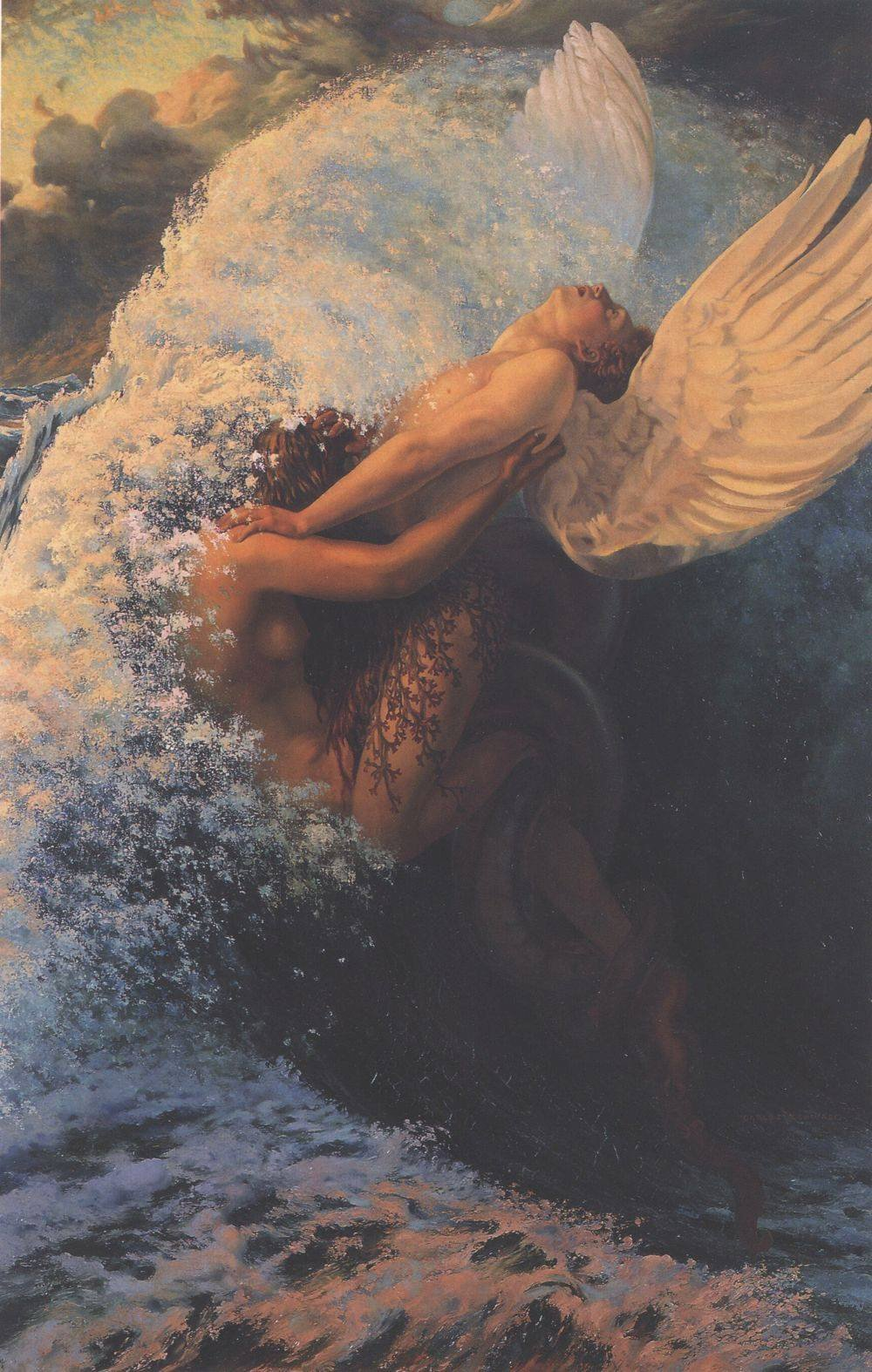
Spleenetidéal 、 Carlos Schwabe著、1907年

『パリの憂鬱』（パリのゆうつ、フランス語:Le Spleen de Paris）は、フランスの詩人シャルル・ボードレールの死後二年、1869年に発表された散文詩集。
刊行された全集の中に収められた。
副題に『小散文詩』がある。